# Aina mun pitää
Aina mun pitää (pol. Zawsze muszę) – singiel fińskiego zespołu muzycznego Pertti Kurikan Nimipäivät napisany przez członków formacji oraz wydany w 2015 roku.
W lutym 2015 roku utwór wygrał finał krajowych eliminacji Uuden Musiikin Kilpailu, dzięki czemu reprezentował Finlandię podczas 60. Konkursu Piosenki Eurowizji w 2015 roku.

## Historia utworu

### Nagrywanie
Utwór został napisany i skomponowany przez członków zespołu Pertti Kurikan Nimipäivät. Za miks singla w InkFish Studios odpowiedzialny był Rauli Eskolin, a za mastering w studiu Finnvox – Pauli Saastamoinen. Realizatorem nagrań, które zorganizowano w Studio Valo, został Kalle Pajamaa.

### Wykonania na żywo:Uuden Musiikin Kilpailu, Konkurs Piosenki Eurowizji
W styczniu 2015 roku utwór został ogłoszony jedną z propozycji konkursowych Uuden Musiikin Kilpailu, będącego fińskimi eliminacjami do 60. Konkursu Piosenki Eurowizji. Zespół zaprezentował swoją piosenkę w pierwszym półfinale selekcji i zakwalifikował się do finału, w którym zdobył ostatecznie 37.4% poparcie telewidzów i komisji jurorskiej, dzięki czemu zajął pierwsze miejsce i został reprezentantem Finlandii podczas Konkursu Piosenki Eurowizji organizowanego w Wiedniu. 19 maja piosenka została zaprezentowana jako piąta w kolejności podczas pierwszego półfinału widowiska organizowanego w Wiedniu, w którym zajęła ostatecznie, 16. miejsce i ostatecznie nie zakwalifikowała się do finału.
Cała piosenka trwa zaledwie 1 minutę i 27 sekund, dzięki czemu została najkrótszym utworem konkursowym w historii Konkursu Piosenki Eurowizji.